# Villalba de la Lampreana
Villalba de la Lampreana est une municipalité espagnole de la communauté autonome de Castille-et-León et de la province de Zamora. En 2021, elle compte 224 habitants.